# Jolanka
Jolanka je žensko osebno ime.

## Izvor imena
Ime Jolanka je različica ženskega osebnega imena Jolanda.

## Pogostost imena
Po podatkih Statističnega urada Republike Slovenije je bilo na dan 31. decembra 2007 v Sloveniji število ženskih oseb z imenom Jolanka: 242.

## Osebni praznik
Osebe z imenom Jolanka lahko godujejo takrat kot osebe z imenom Jolanda.